# Molnár Ferenc (tanár)
Molnár Ferenc (Eger, 1963–) irodalmár, tanár.

## Családi háttér
Édesapja Molnár Ferenc mesterszabó, testvérei Éva és Beáta. Kisgyermekkorát Bekölcén töltötte, majd Egerbe költözött a család.
4 gyermek (Anna, Flóra, Emma, Ferenc) édesapja.

## Iskolái
A Szilágyi Erzsébet Gimnáziumban érettségizett 1981-ben. Ezt követően az Ybl Miklós Építőipari Műszaki Főiskolán tanult, építészmérnöknek készült. Meghatározó kulturális élmények érték ekkor, melyek a tanári pálya felé fordították. Visszatért Egerbe, ahol az akkori Ho Si Minh Tanárképző Főiskolán, a mai Eszterházy Károly Katolikus Egyetemen először rövid ideig matematika–technika szakon tanult, majd később magyar–történelem szakon végzett. 1988-ban kapott tanári diplomát. Egyetemi kiegészítő képzést történelem szakon az Eötvös Loránd Tudományegyetemen végzett 1992-ben, magyar szakon pedig a Miskolci Egyetemen 2008-ban. Debrecenben a Kossuth Lajos Tudományegyetemen kitüntetéssel végzett filozófia szakon 2003-ban.

## Szakmai pálya
1988-tól a Neumann János Gimnázium tanára. Magyart és történelmet tanít.

## Molnár Ferenc Irodalmi Szalon
1997-ben saját otthonában hozott létre irodalmi szalont, ahol a magyar kortárs irodalom prominens alakjait mutatja be az érdeklődők számára. A József Attila Kör több nyári gyűlésén is részt vett, ahol Kukorelly Endre és más szerzők bátorították ötlete megvalósítására.
Induláskor első vendégei: Kukorelly Endre, Parti Nagy Lajos, Márton László, Szilágyi Ákos, később pedig Nádas Péter, Nádasdy Ádám, Forgách András, Szilasi László, Tolnai Ottó, Tompa Andrea voltak. 
Irodalomszervező tevékenysége később más helyszínekre is kiterjedt (Bródy Sándor Megyei Könyvtár, Eszterházy Károly Főiskola). 2015 óta a Kepes György Művészeti Központban szervez, moderál rendszeresen irodalmi esteket.
A Molnár Ferenc lakásán működő irodalmi szalont évek óta támogatja a Szépírók Társasága, mely szervezetnek tagja is.
Az Irodalmi Szalon 2017-ben ünnepelte 20 éves jubileumát − vendégek: Garaczi László, Háy János, Kukorelly Endre, Parti Nagy Lajos, Szilágyi Ákos.
"Molnár Ferenc irodalmi szalonja intézményesült, munkásságát a Szépírók Társasága is támogatásával ismerte el. A tanár úr beszélgető társai a kortárs irodalom meghatározó szereplői és korunk elismert történészei. Visszatérő vendégként üdvözölhette az egri hallgatóság Esterházy Pétert, Parti Nagy Lajost, Závada Pált, Darvasi Lászlót, Grecsó Krisztiánt, Rainer M. Jánost, Romsics Ignácot, Ungváry Krisztiánt. Molnár Ferenc alakja minden egri számára világnézettől függetlenül a tartalmas beszélgetőtársat, a konszenzusteremtő emberi hangot, valamint az értő odafordulást jeleníti meg."
Vendégek 2017 óta: Bán Zsófia, Balla Zsófia, Barnás Ferenc, Bartók Imre, Bereményi Géza, Boldizsár Ildikó, Borbély Szilárd, Csaplár Vilmos, Darvasi László, Dragomán György, Erdős Virág, Esterházy Péter, Fekete Vince, Forgách András, Garaczi László, Grecsó Krisztián, Gyukics Gábor, Háy János, Hidas Judit, Kácsor Zsolt, Kemény István (költő), Kepes András, Kerékgyártó István, Kiss Judit Ágnes, Kőrösi Zoltán, Krasznahorkai László, Krusovszky Dénes, Kukorelly Endre, Lackfi János, Lipcsey Emőke, Mán Várhegyi Réka,  Markó Béla, Marno János, Margócsy István, Márton László, 
Nádas Péter, Nádasdy Ádám, Németh Gábor (író), Parti Nagy Lajos, Péterfy Gergely, Radnóti Sándor, Schein Gábor, Simon Márton, Spiró György, Szabó T. Anna, Szécsi Noémi, Szilágyi Ákos, Térey János, Tolnai Ottó, Tompa Andrea, Totth Benedek, Tóth Krisztina (költő), Varró Dániel, Vida Gábor (író), Závada Pál, Závada Péter, Zoltán Gábor.
Rendhagyó estek vendégei:
- művészek: Bezerédi Zoltán, Cserhalmi György, Pintér Béla (színművész), Szűcs Attila (festő), Szűcs Lajos,
- történészek: Ablonczy Balázs, Rainer M. János, Romsics Ignác,[30] Ungváry Krisztián,
- Weiner Sennyey Tibor és Formanek Csaba, a Diogenész c. monodráma írója és előadója,[31]
- Csepeli György szociálpszichológus.[32]

## Díjak, elismerések
A kultúra területén nyújtott kiemelkedő tevékenységéért Pro Agria szakmai díjban részesült 2020-ban. A díjra volt tanítványai terjesztették fel.
Az Egri Lokálpatrióta Egylet által alapított Eger Csillagai címre jelölték 2019-ben.